# Avec toi et sans toi
Pour plus de détails, voir Fiche technique et Distribution.
Avec toi et sans toi (С тобой и без тебя, S toboï i bez tebia) est un mélodrame soviétique réalisé par Rodion Nakhapetov, sorti en 1974,.

## Fiche technique
- Titre français : Avec toi et sans toi[3]
- Titre original : С тобой и без тебя, S toboï i bez tebia
- Photographie : Sergeï Zaïtsev
- Musique : Bogdan Trotsiouk
- Décors : Ivan Plastinkin, Natalia Litchmanova
- Montage : L. Djanazian
- Genre : Mélodrame[1]
- Date de sortie :
  - Union des Républiques socialistes soviétiques : 6 mai 1974

## Distribution
- Marina Neïolova : Stecha
- Juozas Budraitis : Fiodor Bazirine
- Stanislav Borodokin : Ivan Soukhanov
- Maïa Boulgakova : mère de Stecha
- Vladimir Zeldine : père Fédor
- Victor Kossykh : Grichka
- Nikolaï Pastoukhov : Roman
- Valentin Zoubkov : enquêteur